# Rheocricotopus rarispina
Rheocricotopus rarispina är en tvåvingeart som beskrevs av Hazra och Chaudhuri 2004. Rheocricotopus rarispina ingår i släktet Rheocricotopus och familjen fjädermyggor.
Artens utbredningsområde är West Bengal (Indien). Inga underarter finns listade i Catalogue of Life.